# Yan'an
Yan'an (延安 ; pinyin : Yán'ān ; EFEO : Yen-an) est une ville de la province du Shaanxi en Chine. La population urbaine est de 145 800 habitants.
La ville est connue pour le Soviet de Yan'an, une base politique et militaire du Parti communiste chinois après la Longue Marche de 1935 à 1948. Mao Zedong y dirigeait depuis une cité troglodyte située hors des murs de la ville, la zone sous le contrôle du Parti communiste chinois. Cette cité troglodyte, préservée dans son authenticité, est devenue un lieu de pèlerinage politique pour les communistes chinois.
On y parle le dialecte de Yan'an du mandarin zhongyuan.
La rivière de Yan'an vient de la Mongolie-Intérieure.

## Économie
Dans les environs de Yan'an on cultive le blé.
En 2004, le PIB total a été de 19,2 milliards de yuans.

## Subdivisions administratives
La ville-préfecture de Yan'an exerce sa juridiction sur treize subdivisions - un district et douze xian :
- le district de Baota - 宝塔区 Bǎotǎ Qū ;
- le xian de Yanchang - 延长县 Yáncháng Xiàn ;
- le xian de Yanchuan - 延川县 Yánchuān Xiàn ;
- le xian de Zichang - 子长县 Zǐcháng Xiàn ;
- le xian d'Ansai - 安塞县 Ānsài Xiàn ;
- le xian de Zhidan - 志丹县 Zhìdān Xiàn ;
- le xian de Wuqi - 吴起县 Wúqǐ Xiàn ;
- le xian de Ganquan - 甘泉县 Gānquán Xiàn ;
- le xian de Fu - 富县 Fù Xiàn ;
- le xian de Luochuan - 洛川县 Luòchuān Xiàn ;
- le xian de Yichuan - 宜川县 Yíchuān Xiàn ;
- le xian de Huanglong - 黄龙县 Huánglóng Xiàn ;
- le xian de Huangling - 黄陵县 Huánglíng Xiàn.

## Honneur
L'astéroïde (2693) Yan'an porte son nom.

## Galerie d'images

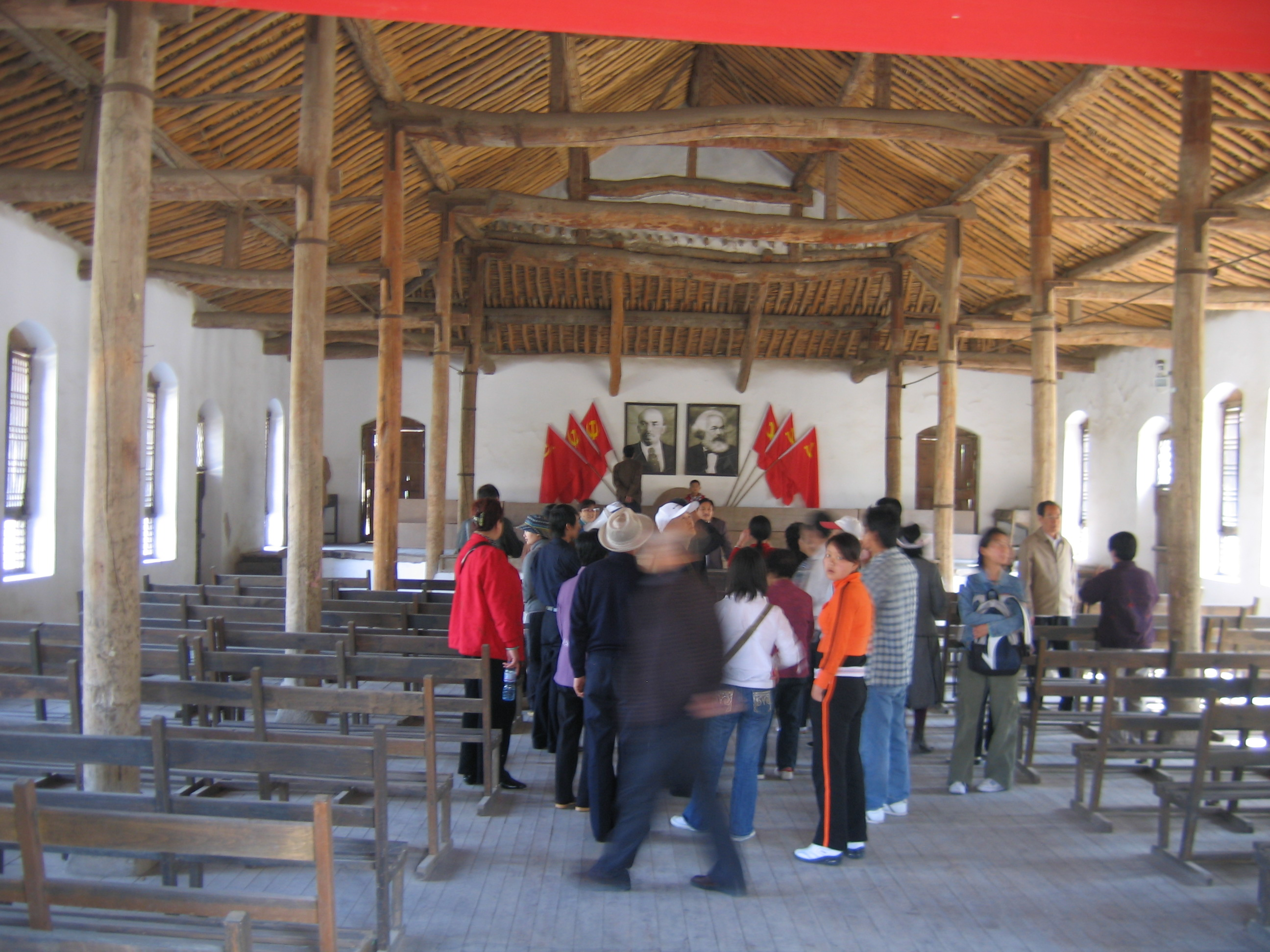
Salle des conférences de la première installation.
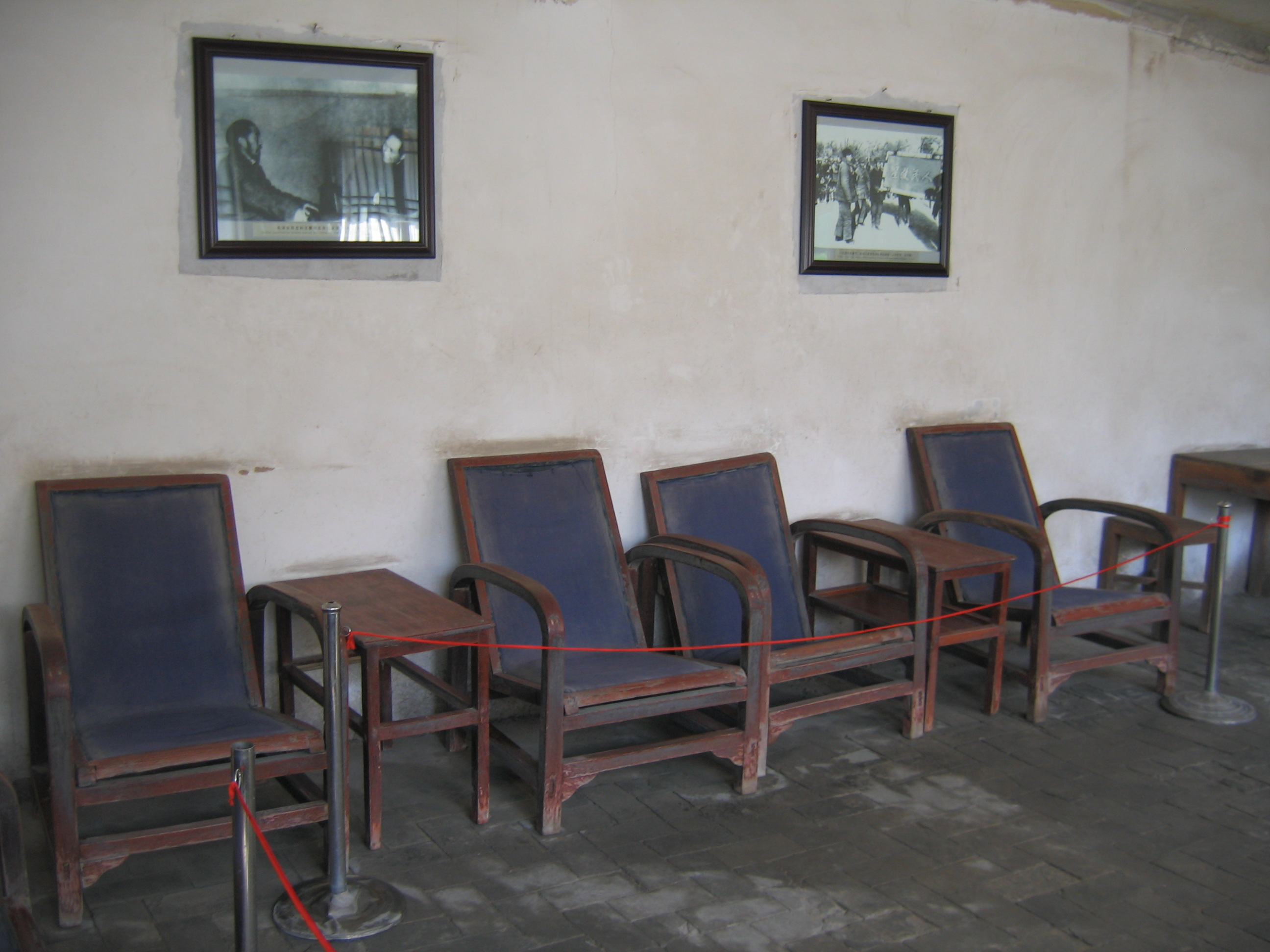
Salon de la maison de Mao Zedong.
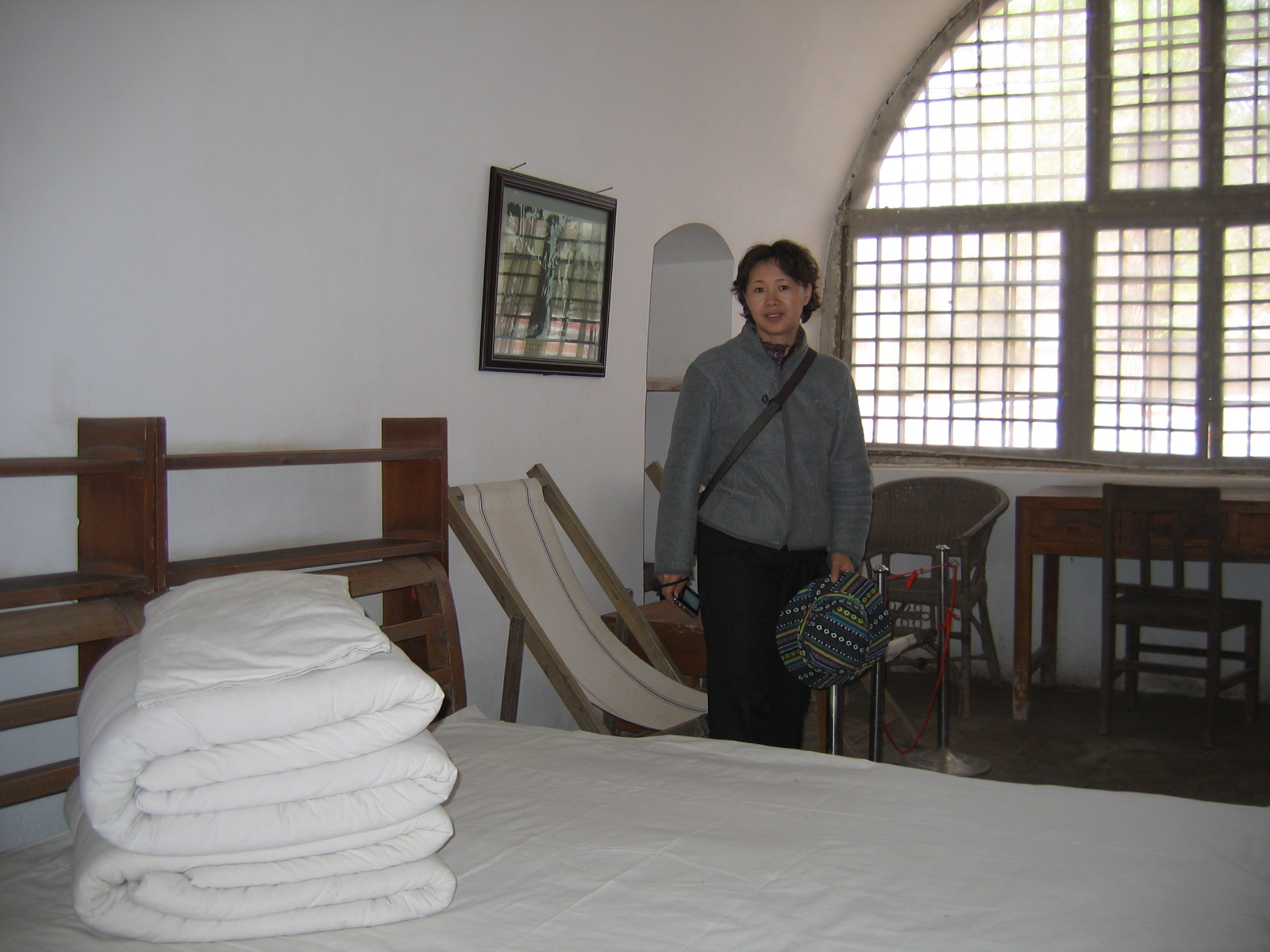
Chambre à coucher dans la maison de Mao Zedong.
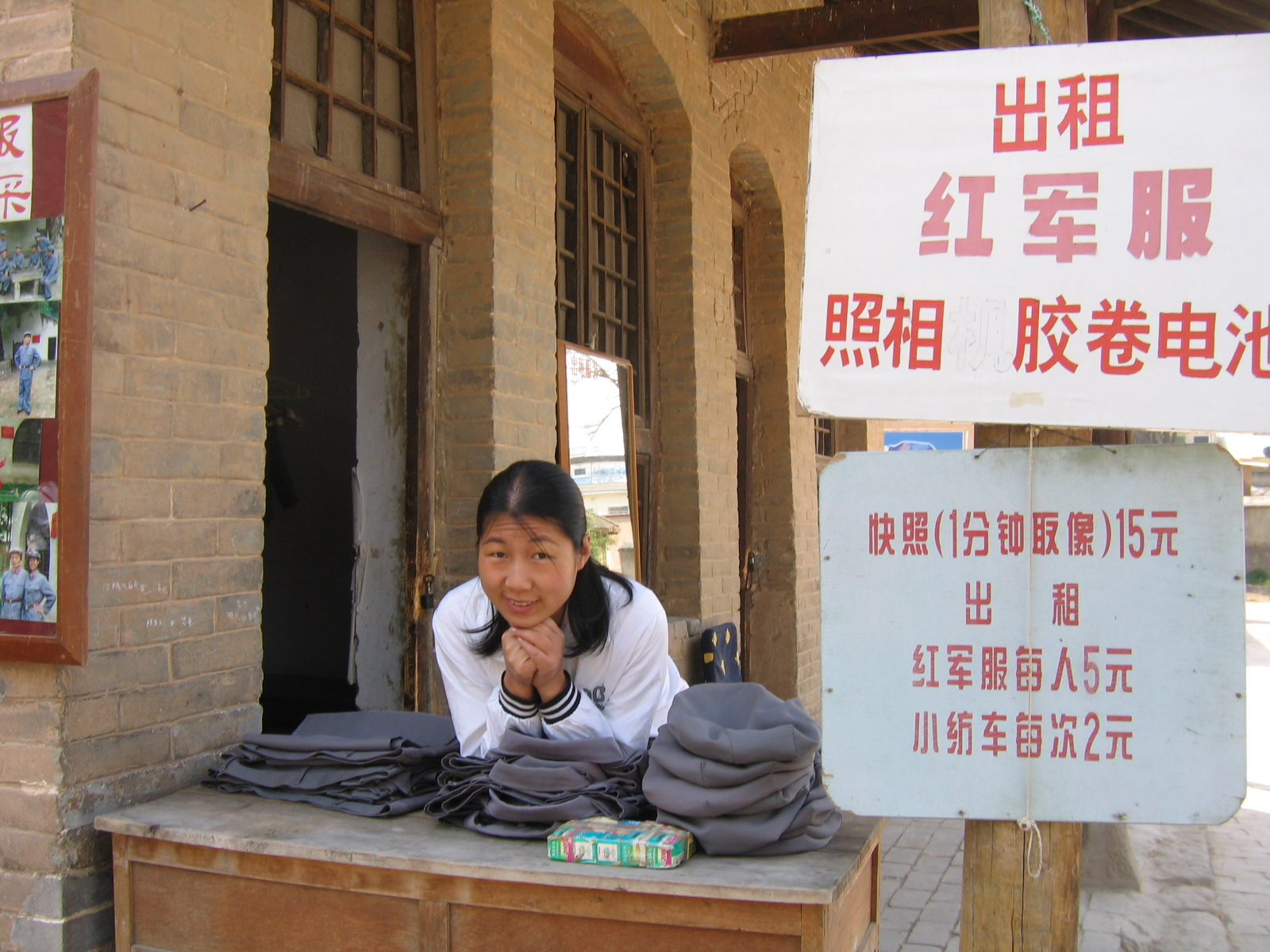
Location d'uniformes pour se prendre en photos, près de la maison de Mao Zedong.
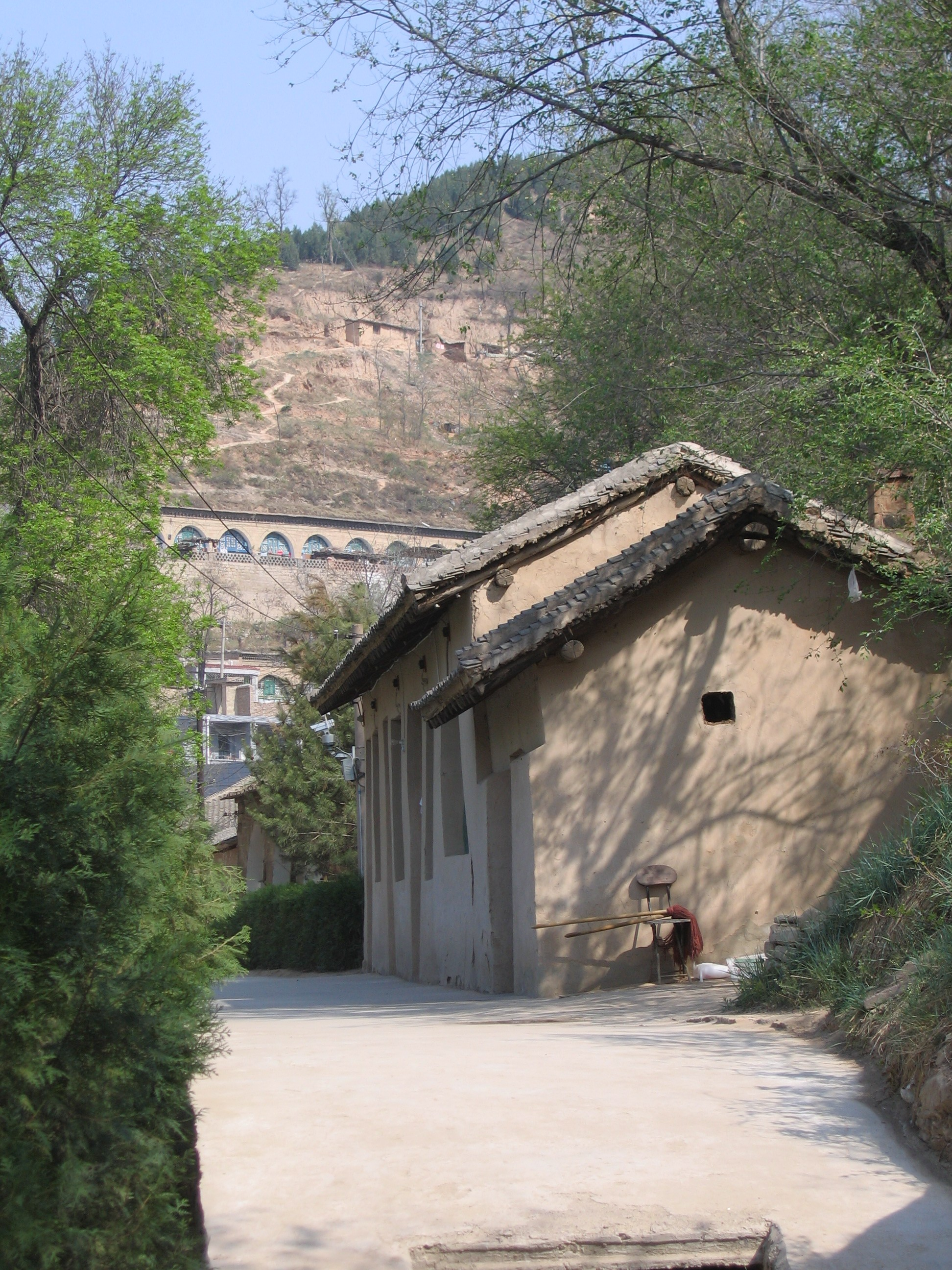
Maison de Mao Zedong.
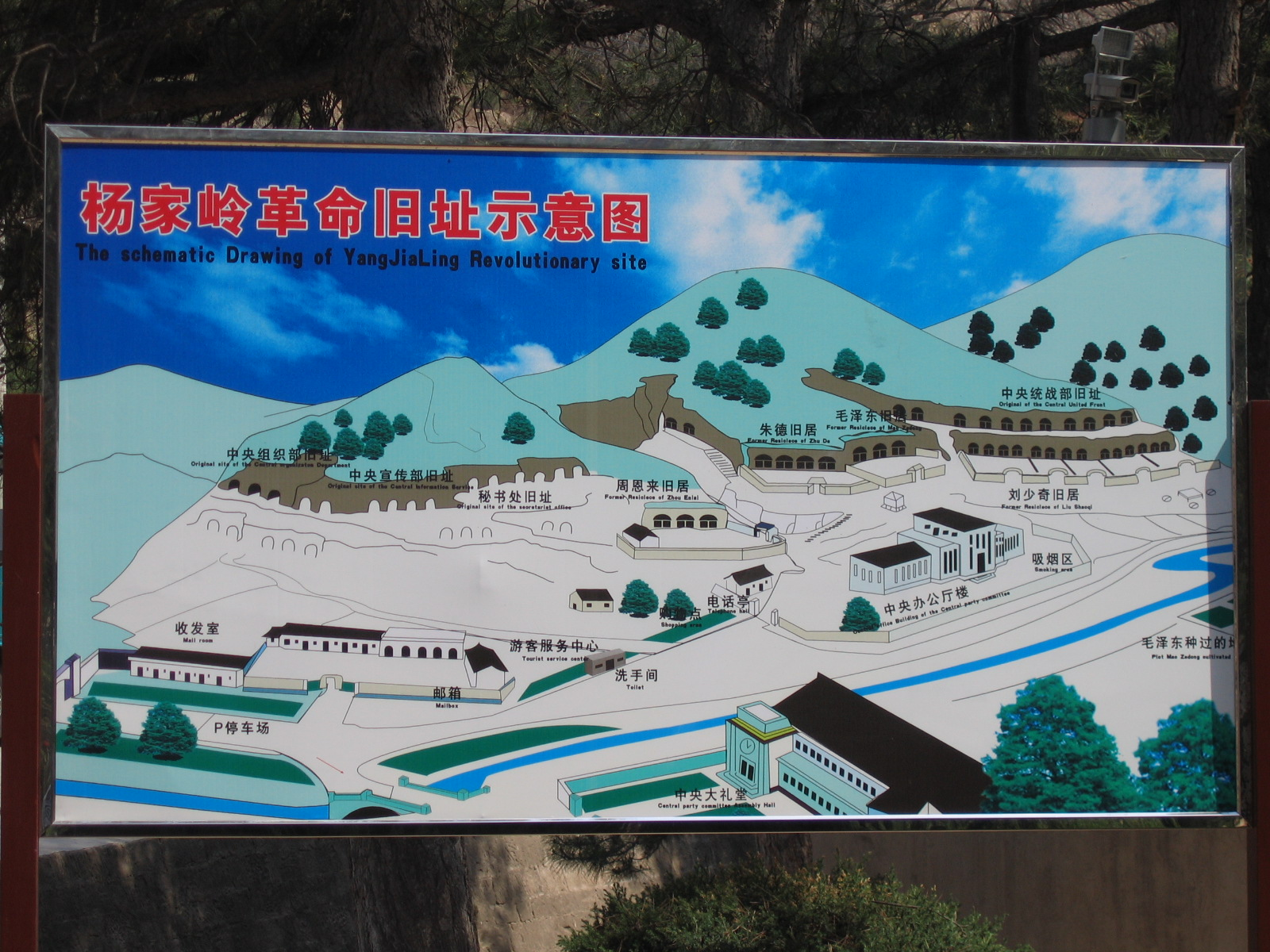
Panneau d'orientation de la cité troglodyte.
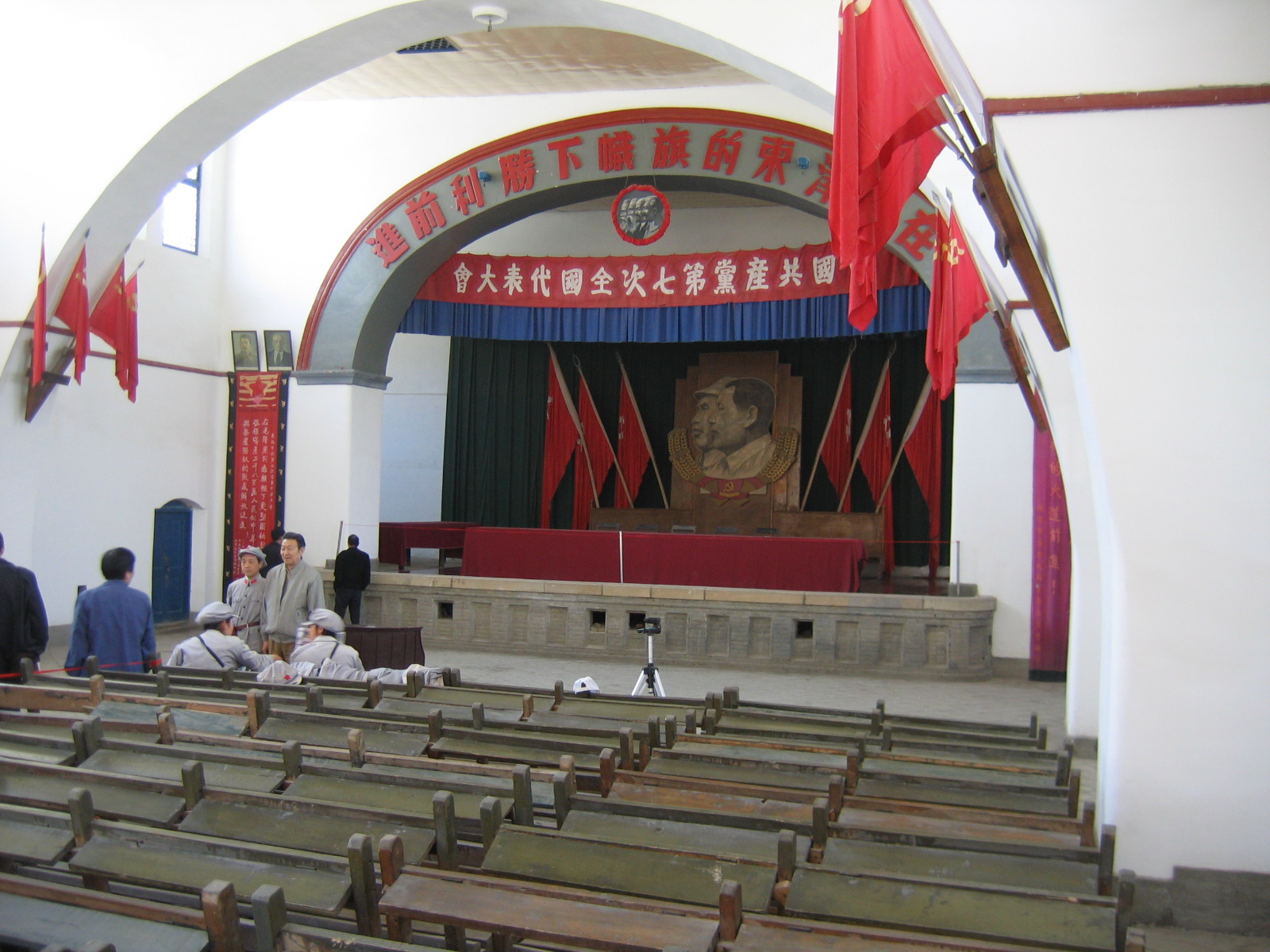
Salle des conférences du Comité central.
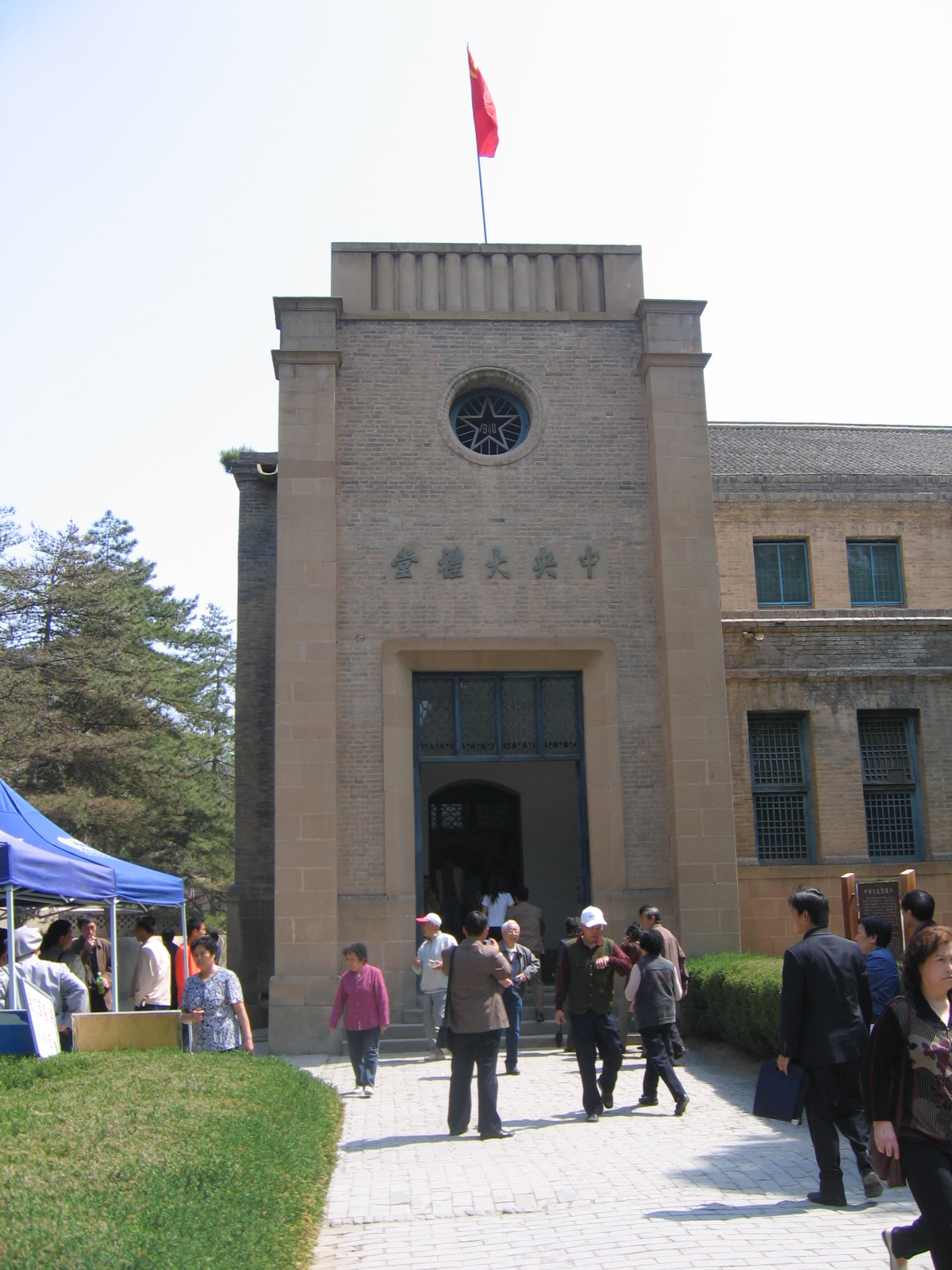
Entrée du bâtiment du Comité central.
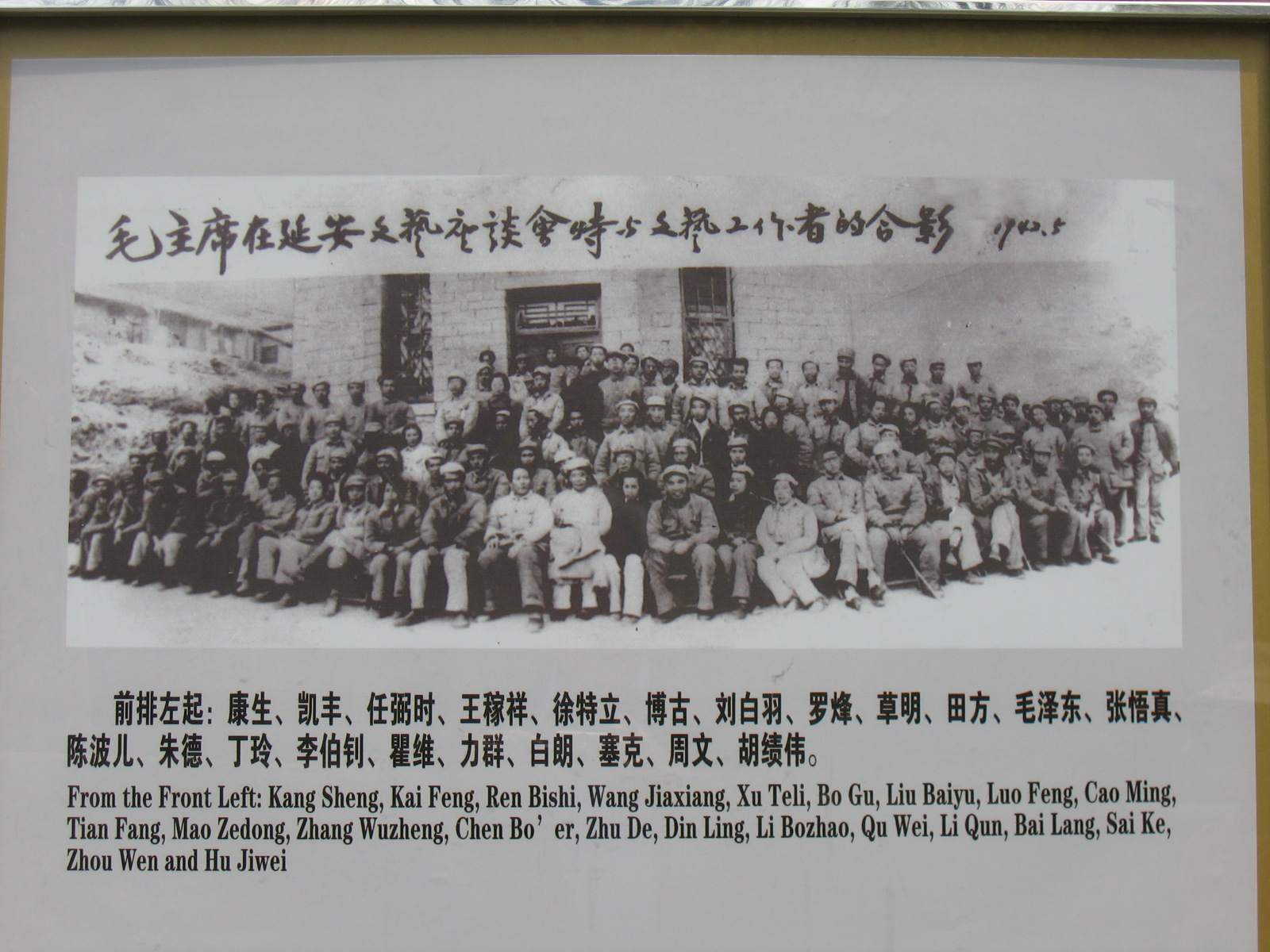
Photo de groupe, mai 1942, panneau exposé sur le site.
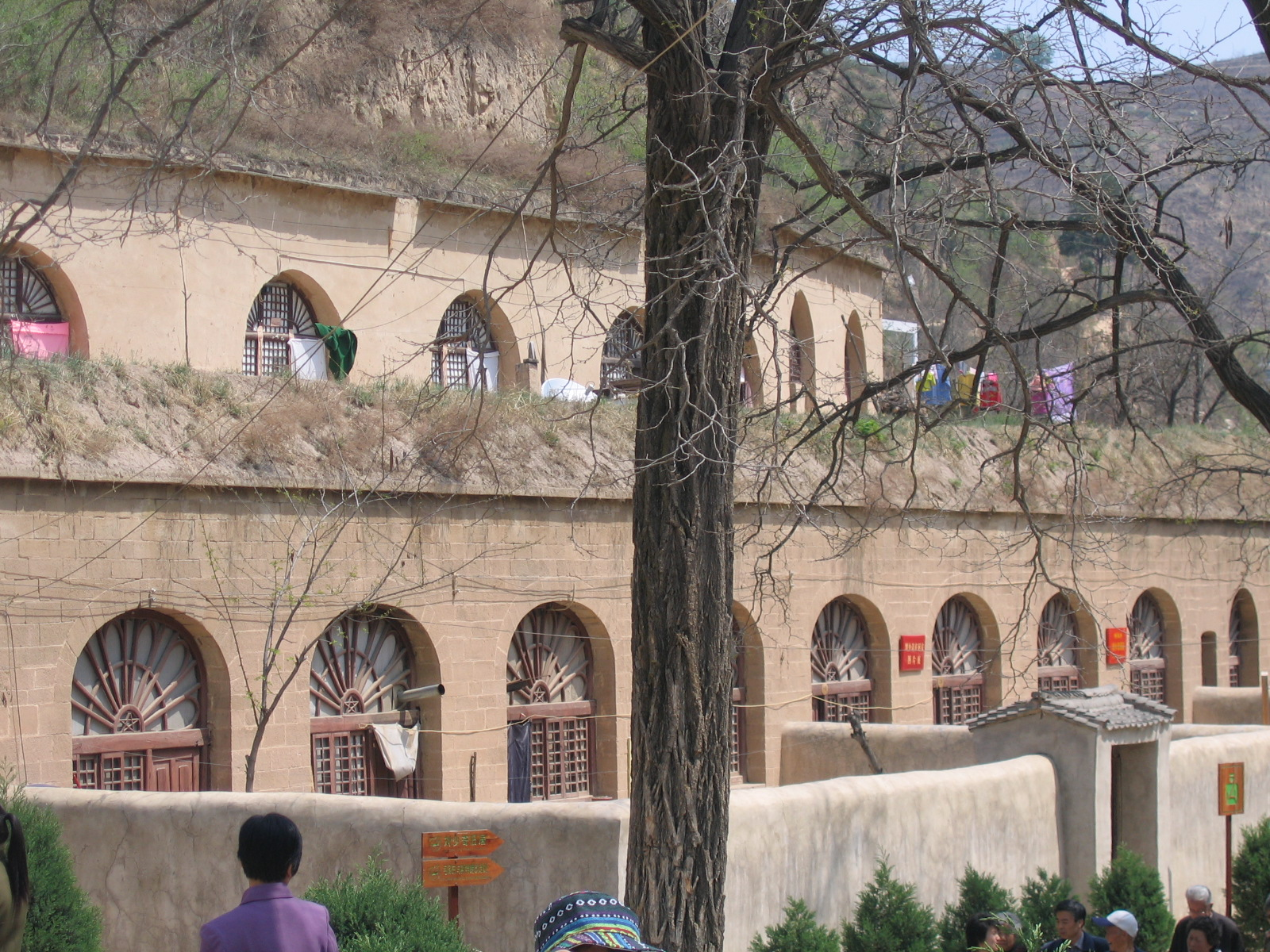
Cité troglodyte, en bas à gauche logement de Liu Shaoqi. L'étage supérieur est habité.
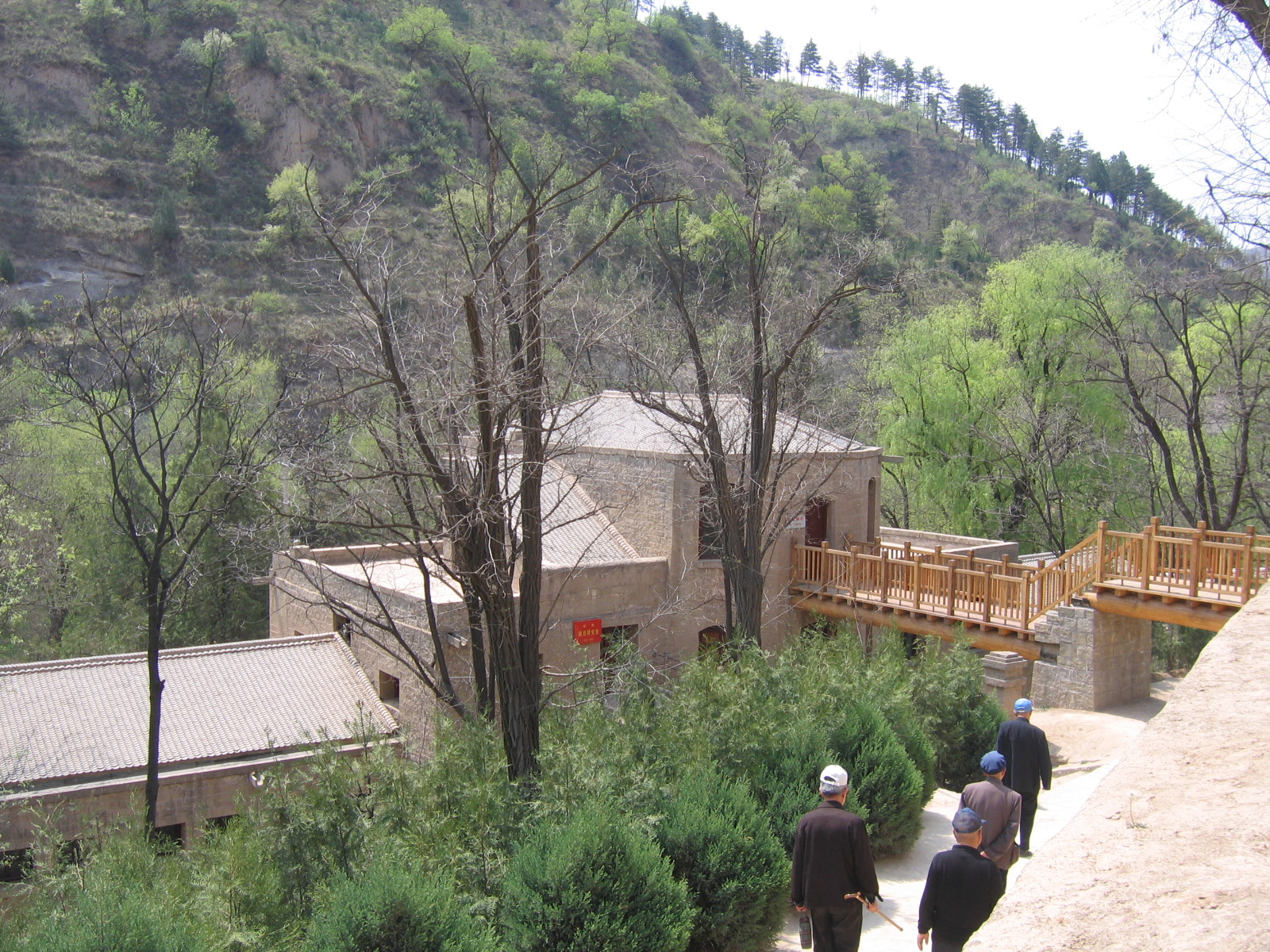
Petit bâtiment communautaire, vu de la cité troglodyte.
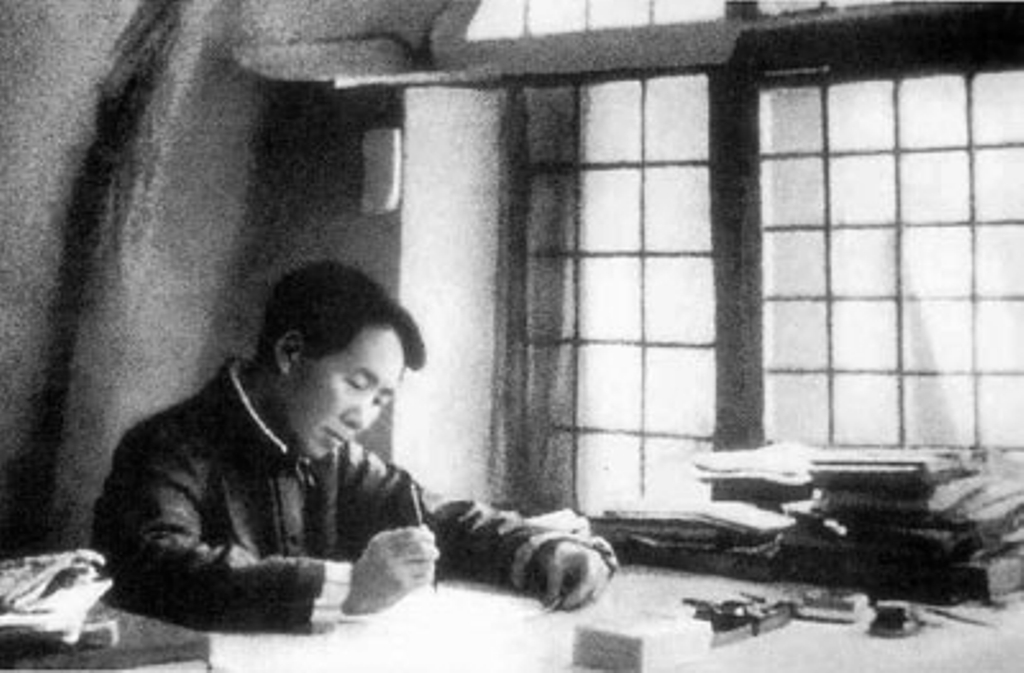
Mao Zedong travaillant à son bureau dans la cité troglodyte, 1938.
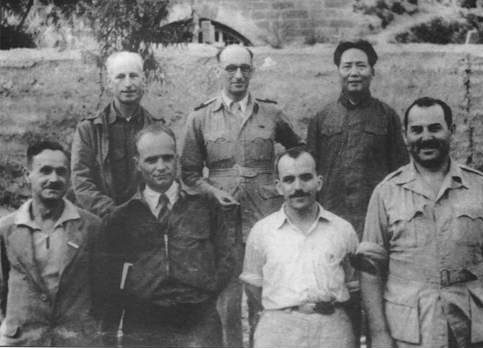
Mao Zedong recevant des journalistes étrangers, groupe devant la cité troglodyte, 1944.